# Graham Robb
Pour les articles homonymes, voir Robb.
Graham Robb, né le 2 juin 1958 à Manchester dans le Lancashire, est un écrivain et historien britannique.

## Biographie
Il étudia au RGS Worcester, avant de poursuivre ses études à l'Exeter College à Oxford où il fut nommé B.A. (licencié ès lettres) en 1981. Au Goldsmiths' College à Londres, Robb étudie les œuvres de Balzac sous la direction de Donald Adamson[réf. souhaitée], avant d'entrer à l'université Vanderbilt où il a préparé pour l'attribution du grade de PhD. De 1987 à 1990 il devint chercheur postdoctoral à l'Exeter College à Oxford.

## Décoration
- Chevalier de l'ordre des Arts et des Lettres (2009)

## Nominations annexes
- Fellow de la Royal Society of Literature (FRSL)
- Médaille de la Ville de Paris